# Эбелинг, Иоганн Георг
Иоганн Георг Эбелинг (8 июля 1637, Люнебург, Нижняя Саксония — 4 декабря 1676, Штеттин (ныне Щецин, Польша)) — немецкий композитор эпохи барокко. Музыкальный педагог.

## Биография
Сын печатника. Окончил в 1658 году Gymnasium Johanneum. Одновременно обучался музыке. В 1658 году отправился в Хельмштедт для изучения богословия в местном университете. Благодаря поддержке князя Кристиана Людвига Брауншвейг-Люнебургского смог получить музыкальные знания в Collegium Musicum в Гамбурге .
В 1660 году был назначен музыкантом при Гамбургском дворе, в 1662 году после смерти Иоганна Крюгера занял пост кантора в Берлинской церкви Святого Николая.
Одновременно, преподавал музыку в протестантской монастырской гимназии, позже в гимназии Carolinum в Штетине. Служил регентом хора.
Редактировал духовные лютеранские песнопения Пауля Герхардта. В 1667 году опубликовал 120 песен Герхардта, добавив многие новые музыкальные композиции, написал 26 мелодий для его духовных гимнов. Одна из них — «Du meine Seele singe».

## Творчество
Эбелинг, в первую очередь, автор многих евангелистских духовных песен и гимнов.
Главное произведение Эбелинга — «Pauli Gerhardi geistliche Andachten, bestehend in 120 Liedern auf alle Sonntage etc.» (для 4-х голосов с двумя скрипками и басом), издано было впервые в 2 частях в Берлине в 1666—1667 гг. , в клавираусцуге — в 1669 году, затем в Нюрнберге в 1683 г.
Известны также его «Archaeologiae orphicae sive antiquitates musicae» (1676) и концерт для нескольких инструментов. Несколько его кантат сохранились до нашего времени.

## Избранные музыкальные сочинения
- Pauli Gerhardi Geistliche Andachten. 10 booklets, Frankfurt (Oder) and Berlin 1666/1667.
- Pauli Gerhardi Geistliche Andachten Bestehend in hundert und zwanzig Liedern. Stettin 1670.
- Archaeologiae Orphicae